# Ballivor
Ballivor (Baile Íomhair en irlandés) es una localidad en el Condado de Meath en la República de Irlanda. Tiene 1727 habitantes (CSO 2011).